# Lincoln's Inn
La Honorable Sociedad de Lincoln's Inn, comúnmente conocida como Lincoln's Inn, es una de las cuatro Inns of Court, asociaciones profesionales de abogados y jueces de Londres. Para ejercer como abogado en Inglaterra y Gales, es necesario pertenecer a una de estas asociaciones. Las otras tres son Middle Temple, Inner Temple y Gray's Inn.
El Lincoln's Inn se encuentra en Holborn, en el distrito londinense de Camden, justo en el límite con la City de Londres y la Ciudad de Westminster, frente a la Escuela de Economía de Londres, los Reales Tribunales de Justicia y la Biblioteca Maughan del King's College de Londres. La estación de metro más cercana es la estación de Holborn o la de Chancery Lane.
Es el más grande de los Inn, con una extensión de 4,5 hectáreas (11 acres). Se cree que debe su nombre a Henry de Lacy, tercer conde de Lincoln.

## Historia
Durante los siglos XII y principios del XIII, se enseñaba derecho en la City de Londres, principalmente por el clero. Dos acontecimientos pusieron fin a esta forma de educación jurídica: en primer lugar, una bula papal de 1218 prohibió al clero enseñar el derecho anglosajón, en lugar del derecho canónico; y, en segundo lugar, un decreto de Enrique III de Inglaterra del 2 de diciembre de 1234 que establecía que no podían existir institutos de educación jurídica en la City de Londres. Los abogados seculares emigraron a la aldea de Holborn, cerca de los tribunales de justicia en Westminster Hall y fuera de la City.

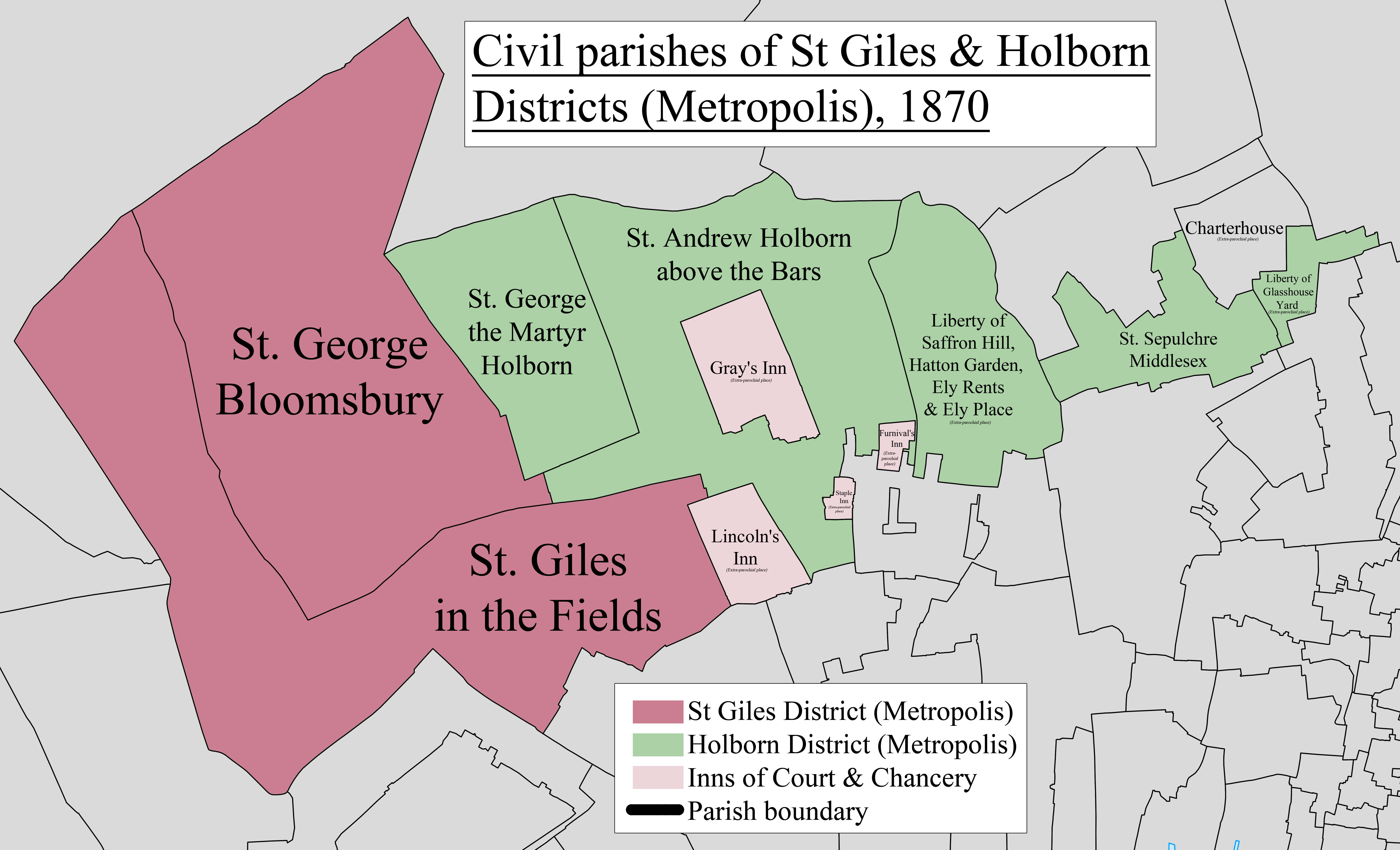
Mapa que muestra los límites del Lincoln's Inn en 1870

Al igual que con las demás Inns of Court, se desconoce la fecha exacta de su fundación, aunque sí se sabe que posee los registros más antiguos: sus "libros negros", que documentan las actas del consejo de gobierno, datan de 1422, y las primeras entradas muestran que, en ese momento, el Inn ya era un organismo organizado y disciplinado. Henry de Lacy, tercer conde de Lincoln, había animado a los abogados a mudarse a Holborn, y estos finalmente se mudaron a Thavie's Inn, una de las sedes de la Cancillería, que posteriormente se expandió también a Furnival's Inn. Se cree que Lincoln's Inn se convirtió en una Inn of Court formalmente organizada poco después de la muerte del conde en 1310.
En algún momento antes de 1422, la mayor parte de "Lincoln's Inn", como se los conoció en honor al conde, se trasladó a la finca de Ralph Neville, el obispo de Chichester, cerca de Chancery Lane. Conservaron los edificios de Thavie y Furnival, utilizándolas como centros de formación para jóvenes abogados, y adquirieron la totalidad de las propiedades en 1550 y 1547, respectivamente. En 1537, el terreno donde se asentaba la Lincoln's Inn fue vendido por el obispo Richard Sampson a un juez llamado William Suliard, y su hijo vendió el terreno a la Lincoln's Inn en 1580. La Lincoln's Inn se organizó formalmente como centro de formación jurídica gracias a un decreto de 1464, que exigía que un lector impartiera clases a los estudiantes de derecho.
Durante el siglo XV, la Lincoln's Inn no fue particularmente próspera, y se atribuye a los jueces, en particular a John Fortescue, la solución de esta situación.
En 1920, la Lincoln's Inn incorporó a su primera socia mujer, Marjorie Powell.